# Pujantell
Pujantell és una masia del municipi de Castellar de la Ribera, a la comarca catalana del Solsonès.